# 16781 Renčín
16781 Renčín là một tiểu hành tinh vành đai chính với chu kỳ quỹ đạo là 2056.6919128 ngày (5.63 năm).
Nó được phát hiện ngày 12 tháng 12 năm 1996.